# Albert 1. af Sachsen
 Der er flere personer med dette navn, se Albert af Sachsen (biskop).
Albert (født 23. april 1828, død 19. juni 1902) var konge af Sachsen 1873-1902.
Albert var søn af kong Johan 1. af Sachsen (1801-1873) og prinsesse Amalia af Bayern (1801-1877).
I 1873 efterfulgte han sin afdøde far på den sachsiske trone.
Albert blev i 1853 gift med prinsesse  Carola af Wasa af Sverige (1833-1907). Albert og Caroline fik ikke nogen børn og dermed gik tronen ifølge den sachsiske arvefølge videre til lillebroderen, Georg af Sachsen (1832-1904), ved Alberts død i 1902.